# Cracoe

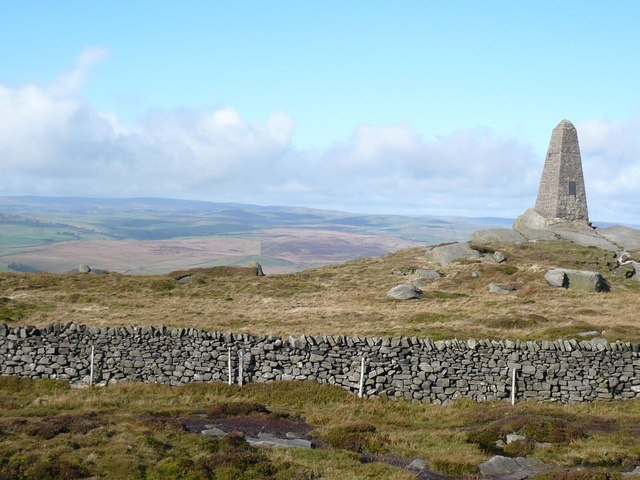
Krigsmonument i Cracoe.

Cracoe är en civil parish i Storbritannien.   Den ligger i grevskapet North Yorkshire och riksdelen England, i den centrala delen av landet, 300 km norr om huvudstaden London.